# 닐기리긴꼬리나무쥐
닐기리긴꼬리나무쥐 또는 인도긴꼬리나무쥐(Vandeleuria nilagirica)는 쥐과에 속하는 설치류의 일종이다. 인도에서 발견된다. 실제로 아시아긴꼬리나무타기쥐의 아종이 아닌지 논란이 있었지만, 현재는 별도의 종으로 간주되는 추세이다.